# Нежурине
Нежу́рине —  село в Україні, у Коломийчиській сільській громаді Сватівського району Луганської області. Населення становить 64 осіб. Орган місцевого самоврядування — Ковалівська сільська рада.

## Населення

### Мова
Розподіл населення за рідною мовою за даними перепису 2001 року:
| Мова       | Кількість | Відсоток |
| ---------- | --------- | -------- |
| українська | 61        | 95.31%   |
| російська  | 3         | 4.69%    |
| Усього     | 64        | 100%     |